# فرودگاه بین‌المللی پورتو پنیاسکو
 فرودگاه بین‌المللی پورتو پنیاسکو (به انگلیسی: Puerto Peñasco International Airport) یک فرودگاه همگانی با کد یاتا PPE است که یک باند فرود آسفالت دارد و طول باند آن ۲۵۰۰ متر است. این فرودگاه در کشور مکزیک قرار دارد و در ارتفاع ۹ متری از سطح دریا واقع شده است.